# Міджнатун
Міджнатун (вірм. Միջնատուն) — село у марзі Арагацотн, на північному заході Вірменії. Село розташоване за 22 км на північ від міста Апаран, за 58 км на північ від міста Аштарак, за 27 км на південь від міста Спітак сусіднього марзу Лорі, за 8 км на північний схід від села Алагяз та за 3 км на схід від села Чарчакіс.